# إدموند فرنسيس دون
إدموند فرنسيس دون هو محامي وقاضي وسياسي أمريكي، ولد في 30 يوليو 1835 في ليتل فالس في الولايات المتحدة، وتوفي في 4 أكتوبر 1904 في بالتيمور في الولايات المتحدة. نشط حزبياً في Union Party (United States, 1850) ‏. وقد انتخب عضو جمعية ولاية كاليفورنيا ‏.